# Home (Sheryl Crow)
Home è il quinto ed ultimo singolo della musicista statunitense Sheryl Crow estratto dall'omonimo album e prodotto dalla A&M Records.

## Il brano
Questo brano compare anche nella raccolta The Very Best of Sheryl Crow. Si è classificato al 25º posto nella classifica Official Singles Chart nel Regno Unito e al 46º posto in Canada.

## Video
Il videoclip, diretto da Samuel Bayer e girato interamente in bianco e nero, mostra Sheryl che si esibisce su un palco durante una gara di auto in una cittadina della provincia americana. Al termine del video la cantante viene travolta da un'onda di fango spruzzata da un pick-up in corsa.

## Tracce
CD singolo LE 1 UK
1. Home (Album Version) – 4:53 (S. Crow)
2. Hard To Make A Stand (WXRT Live) – 4:20 (S. Crow, B. Botrell, T. Wolfe, RS Bryan)
3. Can't Cry Anymore (WXRT Live) – 5:04 (S. Crow, B. Botrell)
4. Redemption Day (WXRT Live) – 5:00

CD singolo LE 2 UK
1. Home (Album Version) – 4:53 (S. Crow)
2. Strong Enough (WXRT Live) – 3:56 (S. Crow, B. Botrell, D. Baerwald)
3. Sweet Rosalyn (Live From Shepherd's Bush Empire In London) – 5:16 (S. Crow, J. Trott)
4. I Shall Believe (WXRT Live) – 5:05 (S. Crow, B. Bottrell)

CD singolo EU
1. Home (Album Version) – 4:53 (S. Crow)
2. Sweet Rosalyn (Live From Shepherd's Bush Empire In London) – 5:16 (S. Crow, J. Trott)

## Classifiche
| Classifica (1997-98) | Posizione massima |
| -------------------- | ----------------- |
| Regno Unito          | 25                |
| Canada (RPM)         | 46                |